# Emina Kovacic
Emina Kovacic, född 16 oktober 1970 i Sarajevo, Bosnien, i dåvarande Socialistiska federativa republiken Jugoslavien, är en svensk arkitekt och stadsarkitekt i Karlshamns kommun.
Kovacic, som är född i nuvarande Bosnien och Herzegovina, flyttade till Sverige 1993 och utbildade sig under 90-talet till arkitekt på Lunds Tekniska Högskola.  Sedan början av 2000-talet är hon arkitekt SAR/MSA och  Karlshamns stadsarkitekt. Inblick i hennes syn på arkitektur och stadsbyggnad lyfts bland annat i Urbanistica podcast, och en intervju i tidskriften Arkitekten.
Tidskriften Rum utsåg Kovacic till Årets makthavare 2019.
Sedan 2020 är Kovacic förbundsordförande för Sveriges Arkitekter.